# Virus del moteado suave del pimiento
El virus del moteado suave del pimiento o Pepper mild mottle virus es un virus ARN monocatenario positivo de la familia Virgaviridae y género Tobamovirus que infecta plantas, y en especial el pimiento. El virus fue aislado en Carolina del Sur (Estados Unidos) sobre una planta de Capsicum annuum por McKinney en 1952.

## Morfología y propiedades fisicoquímicas

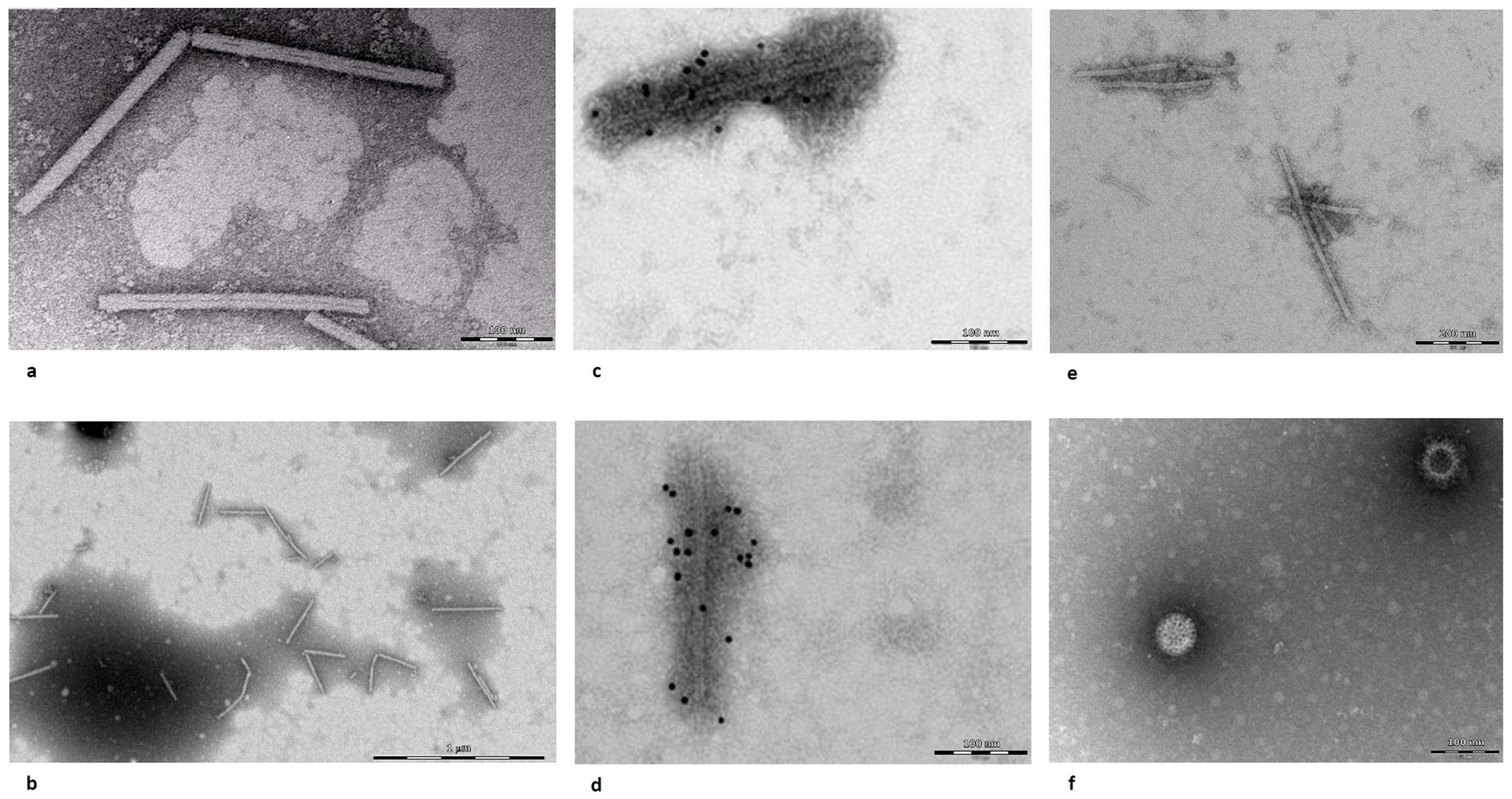
Diversas imágenes de partículas víricas de Pepper mild mottle virus. La fotografía superior izquierda es salsa de tabasco, y la inferior derecha es un Rotavirus.

Está formado por partículas con cápside cilíndrica alargada de 312 x 18 nm, con simetría helicoidal. Su canal axial tiene un diámetro de 4nm. El paso de rosca de la hélice es de 2,3 nm.
El pH de su punto isoeléctrico es 3.38-3.71. El punto de inactivación térmica (TIP) es de 95 °C. Su longevidad in vitro es de más de 30 días.